# 陈坚 (1945年)
陈坚（1945年5月—），男，汉族，广东雷州人，中华人民共和国政治人物，曾任广东省人民政府秘书长、办公厅主任，广东省人大常委会副主任。